# Ouro-Tchédé (Maroua)
Ouro-Tchédé est un quartier de Maroua, Région de l'Extrême-Nord du Cameroun. Il est situé dans la commune d'arrondissement de Maroua (1er subdivision de la communauté urbaine de Maroua).

## Historique
Ouro-Tchédé est un quartier créé le 23 avril 2007 par le décret présidentiel. 

## Géographie
Le quartier Ouro-Tchédé est situé près du quartier Djarengol pitoaré. 

## Marché
Marché de Ouro Tchede.

## Population
La population de Ouro-Tchédé compte en 1987 près de 123000 habitants. En 1992, elle a augmenté de 163000, auxquels il faut ajouter les quartiers résidents temporaires des quartiers voisins telques ziling palar et makabay.

## Institutions

### Éducation
lycée de ouro-tchédé.
université de Maroua.

### Santé
centre de santé intégré de Ouro-Tchédé.